# Takuya Yasui
Takuya Yasui (安井 拓也, Yasui Takuya), né le 21 novembre 1998, est un footballeur japonais.

## Biographie
Yasui commence sa carrière en 2017 avec le club du Vissel Kobe, club de J1 League. Avec ce club, il remporte la Coupe du Japon 2019.